# Euphorbia neobosseri
Euphorbia neobosseri es una especie fanerógama perteneciente a la familia de las euforbiáceas. Es endémica de Madagascar en la Provincia de Toliara.

## Hábitat
Su hábitat natural son los bosques secos tropicales y subtropicales y zonas de arbustoss.

## Descripción
Es una especie suculenta con ciatios terminales.

## Taxonomía
Euphorbia neobosseri fue descrita por Werner Rauh y publicado en Cactus and Succulent Journal 64(5): 264. 1992.
Etimología
Euphorbia: nombre genérico que deriva del médico griego del rey Juba II de Mauritania (52 a 50 a. C. - 23), Euphorbus, en su honor – o en alusión a su gran vientre –  ya que usaba médicamente Euphorbia resinifera. En 1753 Carlos Linneo asignó el nombre a todo el género.
neobosseri: epíteto otorgado en honor del botánico francés Jean Marie Bosser (1922 - ).
Sinonimia
- Euphorbia milii var. bosseri Rauh	[6]